# Louis J. Battan
Louis Joseph Battan (9 février 1923 - 29 octobre 1986) est un météorologue américain pionnier de la physique des nuages et en radar météorologique. Après avoir joint l'Armée américaine durant la Seconde Guerre mondiale, où il est formé comme météorologue, il poursuivra ses études à l'université de New York et à l'université de Chicago. Il participe à de nombreuses campagnes de recherche in situ sur les nuages et enseigna à l'université d'Arizona.

## Éducation
Louis Battan est né à New York de parents, Anibale et Louise Battan, ayant émigré du village de Vigo dans le Trentin-Haut-Adige, nord de l'Italie. Lorsque la Seconde guerre mondiale éclate, il s'enrôle dans l’United States Army Air Forces et reçoit la formation de météorologue en compagnie de plusieurs futurs pionniers dans ce domaine, dont David Atlas qui deviendra un ami et collègue. Les cours de haut calibre se donnent à l'université de New York, puis il suit un court avancé sur les radars à l’université Harvard et au Massachusetts Institute of Technology (MIT).
Après la fin de la guerre, Battan poursuit ses études en météorologie et décroche un BSc en 1946 à l'université de New York. Il déménage à Chicago pour travailler avec le US Weather Bureau sur le projet Thunderstorms où il utilise le radar météorologique de 1946 à 1948 pour démontrer l’initiation des précipitations par coalescence dans les nuages des latitudes moyennes. Il obtient son diplôme de Maîtrise de l'université de Chicago en 1949. Il travaille ensuite, avec les docteurs Roscoe Braham Jr.  et Horace R. Byers, sur les premières expériences de nucléation artificielle de cumulus et reçoit son PhD en 1953, le titre de sa thèse étant « Observations on the Formation of Precipitation in Convective Clouds »,.

## Carrière
Le nouveau docteur Battan est engagé par l'université de Chicago pour travailler en physique des nuages et des précipitations après sa graduation. En 1958, il devient professeur de météorologie au département des sciences de l'atmosphère et à l’Institut de physique atmosphérique de l’université d'Arizona à Tucson. Il sert comme directeur du département de 1973 à 1982. Il y poursuit ses recherches sur les nuages, les processus de formation des précipitations, la foudre et l'utilisation du radar météorologique.
Dans ce dernier domaine, il participe au développement du premier radar météorologique avec effet Doppler de longueur d'onde de 3 centimètres. Ce dernier permit de mesurer pour la première fois la vitesse de chute et la distribution des gouttes de pluie dans des orages en 1964.
Il a été président de l’American Meteorological Society (AMS) en 1966-1967. Il a été membre de nombreux comité nationaux et internationaux sur la météorologie, dont en 1978 le National Advisory Committee on Oceans and Atmosphere conseillant le président des États-Unis. Il a aidé à fonder le National Center for Atmospheric Research (NCAR), un institut de recherche américain qui a comme mission d’« explorer et comprendre notre atmosphère et ses interactions avec le Soleil, les océans, la biosphère et l'Homme. ».
Louis J. Battan a reçu de nombreux honneurs dont les prix Meisinger (1962) et Half Century (1975) de l'AMS.

## PrixLouis J. Battan
En reconnaissance de son talent d'écrivain, l’American Meteorological Society a créé le prix Louis J. Battan pour les auteurs. Il est décerné deux fois l'an à un auteur de livre diffusant la connaissance en météorologie. L'un des prix est pour la catégorie adulte et l'autre pour les jeunes (K-12),. 
Les récipiendaires du prix Louis J. Battan pour les auteurs incluent :
- Edward N. Lorenz (1995), pionnier de la théorie du chaos, pour son livre The Essence of Chaos ;
- Thomas E. Graedel, Paul J. Crutzen (1996), pour Atmosphere, Climate and Change ;
- Howard Bluestein (20001), pour for Tornado Alley: Monster Storms of the Great Plains.
- Erik Larson (2002), pour  son roman Isaac's Storm à propos de l'ouragan de Galveston en 1900 ;
- Susan Solomon (2003), pour The Coldest March à propos de l'expédition de Scott en Antarctique  ;
- Charles Wohlforth (2006), pour The Whale and the Supercomputer ;
- Kerry Emanuel (2007), pour Divine Wind: The History and Science of Hurricanes ;